# Spinnlappen
Der Spinnlappen ist ein in der Handspinnerei und Seilerei benutztes angefeuchtetes Stück Wolltuch oder Leder.
Der Seiler oder Reepschläger spinnt den Faden, indem er ihn durch den Lappen gleiten lässt, um diesen geschmeidig und glatt zu machen. Besonders bei harten Materialien (Hanf) zum Spinnen oder auch zum Verdrillen dient der Spinnlappen als Handschutz. Der Lappen kann mit der linken oder rechten Hand geführt werden, dies ist abhängig von der Händigkeit und Arbeitsaufgabe. Während der Seilerarbeit wird er immer wieder genässt. Die Handkraft bestimmt die Fadenstärke und die Gleichmäßigkeit der Stärke.